# Distichophyllum brevicuspis
Distichophyllum brevicuspis är en bladmossart som beskrevs av Fleischer 1908. Distichophyllum brevicuspis ingår i släktet Distichophyllum och familjen Hookeriaceae. Inga underarter finns listade i Catalogue of Life.